# Li Yanfei
Li Yanfei (chiń. 李燕飞; ur. 12 stycznia 1990) – chińska lekkoatletka specjalizująca się w chodzie sportowym. 
W 2008 – w rywalizacji na dystansie 10000 metrów – została najpierw wicemistrzynią Azji juniorek, a miesiąc później zdobyła brąz mistrzostw świata juniorów. Wygrała rywalizację w chodzie na 20 kilometrów podczas igrzysk Azji Wschodniej w 2009. Medalistka olimpiady narodowej oraz reprezentantka kraju w pucharze świata w chodzie sportowym. 
Rekord życiowy w chodzie na 20 km – 1:27:40 (1 marca 2013, Taicang).

## Osiągnięcia
| Rok  | Impreza                           | Miejsce   | Konkurencja      | Lokata     | Wynik    |
| ---- | --------------------------------- | --------- | ---------------- | ---------- | -------- |
| 2008 | Mistrzostwa Azji juniorów         | Dżakarta  | chód na 10 000 m | 2. miejsce | 46:46,52 |
| 2008 | Mistrzostwa świata juniorów       | Bydgoszcz | chód na 10 000 m | 3. miejsce | 44:24,10 |
| 2009 | Mistrzostwa Azji w chodzie        | Nomi      | chód na 20 km    | 3. miejsce | 1:32:16  |
| 2009 | Igrzyska Azji Wschodniej          | Hongkong  | chód na 20 km    | 1. miejsce | 1:35:33  |
| 2010 | Puchar świata w chodzie sportowym | Chihuahua | chód na 20 km    | 5. miejsce | 1:34:18  |
| 2010 | Igrzyska azjatyckie               | Kanton    | chód na 20 km    | 3. miejsce | 1:32:34  |